# 朝鲜领导人专列
自朝鲜民主主义人民共和国建国以来，金氏家族三代领导人以使用高度秘密的专列火车作为国内和国际行程的首选方式而闻名。

## 历史
历史上，许多皇族和国家元首都有专列，尤其是军队统帅，因为它们的速度快、安全性强，并且可安置各种办公和私人设施。
金日成在朝鲜战争期间以火车为移动指挥所，朝鲜战争后仍然钟爱火车。他开始建造许多秘密设施，其中许多都临近火车站甚至可无缝接驳，其中19座据估计只有私人火车才能进入。
金正日有飞机恐惧症，遂多乘火车。金正日在访问军队和工厂或外访时乘坐火车。私人火车仍然连接朝鲜全国的19座车站（包括一些只能通过铁路到达的地堡）。
2011年12月，朝鲜中央电视台称金正日于国内行程期间在专列上死亡。

## 运营
列车通常采用双源机车牵引。据报道，金正日在2009年使用了由90节豪华防弹车厢组成的六列专列。每辆防弹列车都部署有卫星电话等现代化通信设备，使领导者能够在行驶时接收汇报和发布命令。
2004年，在与中华人民共和国接壤的龙川郡发生爆炸事件后，安全措施得到强化。爆炸被认为是由一辆满载石油和化学品的火车撞到电线引起的，由于金正日的专列在爆炸前三小时经过此地，故有谣传称该爆炸案实为暗杀行动。
目前限速为60每小時（37英里每小時）, 专列共分为三列： 
- 第一列检查铁路线路安全
- 领导者通常乘坐第二列列车，在第一个人到达20至60分钟后登车
- 第三列列车载有额外的安保人员、追随者和通信设备

行程一经确认，三列车厢出发前24小时会将列车途经的周边区域清空。

## 海外行程
火车也被用于外访，朝鲜的铁路与中华人民共和国一样采用1435毫米轨距，更换转向架后通往俄罗斯。金日成在1984年乘火车访问了几乎每一个东欧社会主义国家。火车先进入中国，途经苏联，途经波兰、东德、捷克斯洛伐克、匈牙利、南斯拉夫、保加利亚和罗马尼亚。最后再经过苏联。第二节列车设有另一组转向架。
据报道，金正日2001年访俄时乘坐的列车长达22节。据报道，列车极尽奢华，定期提供从巴黎空运来的活龙虾、波尔多葡萄酒和博若莱葡萄酒。2010年4月，朝鲜观察人士推测金正日暗访中华人民共和国，并声称在丹东市看到了金正日的专列；但实际上金正日还在朝鲜，在丹东出现的专列实际上是货运列车。2011年8月，金正日访问乌兰乌德，从平壤出发，历经4,500（2,800英里）。在乌兰乌德，他会见了时任俄罗斯联邦总统梅德韦杰夫。
据报道，2018年3月，有人在北京看到金氏的专列，加之钓鱼台国宾馆周围加强安保，人们猜测金正恩和他的妻子李雪主正在访华。这一点在他们会见中共中央总书记习近平及其夫人彭丽媛时得到证实。这是朝鲜最高领导人自2011年底更迭后的首次海外行程。
2019年2月，金正恩乘火车出席河内峰会，会见时任美国总统特朗普，就朝鲜半岛无核化和解除对朝制裁等问题进行会谈。2019年4月，金正恩乘坐火车前往符拉迪沃斯托克会见俄罗斯总统普京。
2023年9月12日，朝鲜最高领导人金正恩乘坐专列前往俄罗斯訪問。

## 金日成乘坐的其他铁路车辆
金日成在向建设平壤地铁的工人“蒞臨指導”时，金氏乘坐类似索道的特殊车辆下降到车站工地（隧道为倾斜状，也就是自动扶梯的位置），并乘坐在系统周围运行的铁路巴士。二者目前均为平壤地铁博物馆展品。 